# Yachiyo (Chiba)
Yachiyo (Japans: 八千代市, Yachiyo-shi) is een stad in Japan. Het ligt in de prefectuur Chiba. In 2013 had de stad een bevolking van 190.030 inwoners, op een oppervlak van 51,27 km².
De stad is gesticht op 1 januari 1967 en is de zusterstad van de Amerikaanse stad Tyler. De stad kent enkele treinstations waaronder Keisei Yachiyodai op de Keisei-lijn van luchthaven Narita naar Ueno, Yachiyo Chuo en Yachiyo Midorigaoka.
Steden:
Abiko · Asahi · Chiba (hoofdstad) · Choshi · Funabashi · Futtsu · Ichihara · Ichikawa · Inzai · Isumi · Kamagaya · Kamogawa · Kashiwa · Katori · Katsuura · Kimitsu · Kisarazu · Matsudo · Minamiboso · Mobara · Nagareyama · Narashino · Narita · Noda · Oamishirasato · Sakura · Sanmu · Shiroi · Sodegaura · Sosa · Tateyama · Tomisato · Togane · Urayasu · Yachimata · Yachiyo · Yotsukaido

Districten:
Awa · Chosei · Inba · Isumi · Katori · Sanbu
Gemeenten per district